# ヘンリー・フィッツクラレンス

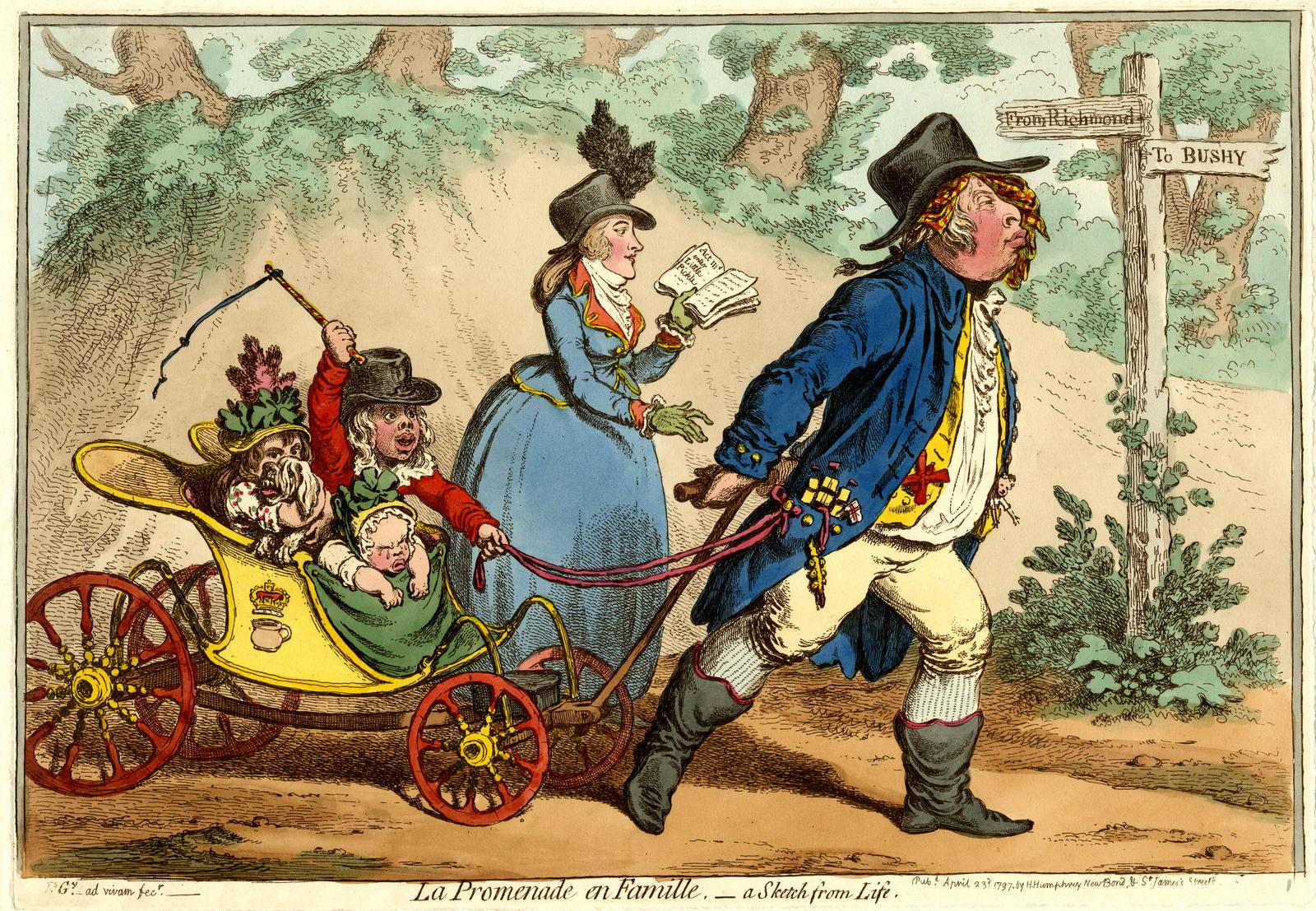
ジェームズ・ギルレイの風刺画『一家で散歩』、1797年、大英博物館蔵。クラレンス公ウィリアムと妾のドロシー・ジョーダンの内縁関係を描いている。クラレンス公が曳くカートには3人の子が乗っており、この時点で生まれていた長男ジョージ、次男ヘンリー、長女ソフィアを描いたものである。

ヘンリー・エドワード・フィッツクラレンス（英語: Henry Edward FitzClarence、1795年3月27日 - 1817年9月）は、イギリスの陸軍軍人。
クラレンス公爵ウィリアム王子（のち国王ウィリアム4世）と女優ドロシー・ジョーダンとの2番目の非嫡出子として生まれた。
陸軍に入隊し、1811年に中尉に進む。兄ジョージも陸軍に属しており、兄とともに半島戦争に従軍した。イングランドに帰国後、兄や他の士官24名とともに上官のジョージ・クエンティン大佐を職務懈怠を理由に告発した。しかし軍法会議では逆にクエンティン大佐の潔白が判明し、告発をでっち上げた兄弟や他士官は非難された（兄弟を除く他士官らは軍籍を剥奪されている）。
以後はインドに駐屯する部隊に飛ばされ、1813年に第15軽騎兵連隊、翌年には第22軽騎兵連隊に属した。
1817年9月、生涯未婚のままインドで死去した。